# Attrazione (linguistica)
L'attrazione è il processo grammaticale per cui un pronome relativo prende - "viene attratto a" - il caso del suo antecedente, invece che avere il caso appropriato alla sua funzione grammaticale.
In italiano, non essendoci declinazione, il fenomeno non esiste se non in teoria: potremmo ad esempio avere la frase
Questo è l'uomo cui ho dato il libro.
dove il pronome relativo è nella forma dativa (al quale), che in caso di attrazione diverrebbe
Questo è l'uomo che ho dato il libro.
In questo caso l'antecedente, "l'uomo", è un predicativo, e quindi il pronome è diventato anch'esso relativo. 
L'attrazione è comune nella versione greca dei Septuaginta, e si trova anche nel Nuovo Testamento.